# غوردون دونكان
غوردون دونكان (بالإنجليزية: Gordon Duncan)‏ هو موسيقي وملحن بريطاني، ولد في 14 مايو 1964 في توريف ‏ في المملكة المتحدة، وتوفي في 14 ديسمبر 2005 في Pitlochry ‏ في المملكة المتحدة.

## وصلات خارجية
- الموقع الرسمي
- غوردون دونكان على موقع ميوزك برينز (الإنجليزية)
- غوردون دونكان على موقع أول ميوزيك (الإنجليزية)
- غوردون دونكان على موقع ديسكوغز (الإنجليزية)